# یواس‌اس ارتوسا (۱۸۶۴)
یواس‌اس ارتوسا (۱۸۶۴) (به انگلیسی: USS Arethusa (1864)) یک کشتی بود که طول آن ۱۱۰ فوت (۳۴ متر) بود. این کشتی در سال ۱۸۶۴ ساخته شد.